# NeOSITE
NeOSITE（ネオサイト）およびNeOSITE DISCS（ネオサイトディスクス）は、かつてキューンミュージック内に設立されていたレーベル。

## 概要
1996年設立。
かつてはエピックレコードジャパン傘下レーベルであったが、ソニー・ミュージックアソシエイテッドレコーズを経てキューンレコード（2012年4月1日にキューンミュージックに社名変更）傘下のレーベルになった。
2006年に設立10周年を迎え、その記念に所属アーティストが一堂に会して、シングル『I Say Yeah!』を10月4日にリリースした。
2014年9月24日に発売されたRHYMESTER『The R〜The Best of RHYMESTER 2009-2014〜』を最後に消滅。

## 過去に在籍したアーティスト
- 市井由理 （1997年）
- 大橋美奈子（現Fayray）（1997年、但しテレビで紹介されたのみでCDは未発売）（エピック傘下時代⇒アンティノスレコード※Fayray名義）
- 中村亜紀（大阪パフォーマンスドール）（1997年〜1998年）（エピック傘下時）
- Chocolat （1997年〜1999年）（エピック傘下時代⇒ワーナーミュージック・ジャパン）
- MOOMIN （1997年〜2009年）（エピック傘下時代⇒ユニバーサルミュージック⇒ポニーキャニオン）
- ハイテクキネマ （1998年）（エピック傘下時代）
- Seigen Ono （1998年）（エピック傘下時代）
- Lab LIFe （1998年〜1999年・解散）（エピック傘下時代）
- Wondermints （1998年〜1999年）（エピック傘下時代）
- heaco （1998年〜2000年）（エピック傘下時代）
- PUSHIM （1999年〜2010年）（エピック傘下時代）（⇒徳間ジャパンコミュニケーションズに移籍）
- RHYMESTER （2001年〜2014年）（⇒ビクターエンタテインメントに移籍）
  - マボロシ （2004年〜2007年）
  - breakthrough （2005年）
- JUICE （2003年〜2004年）
- NO PLAN （2003年〜2004年）
- HOME MADE 家族 （2004年〜2014年）
- D.L. （2005年〜2006年）（NeOSITEで数枚のシングル、アルバムをリリース。）
- May J. （2006年〜2008年）（⇒rhythm zoneに移籍）
- ILLMATIC BUDDHA MC's／スチャダラパー （2006年）
- KEN-U （2007年）
- TARO SOUL （2008年〜2010年）

### neosite plus
- DOMINO （2009年〜2010年）
- Sunya （2009年〜2010年）

## コンピレーション・アルバム
| 発売日         | タイトル                                                               | 規格品番  |
| -------------- | ---------------------------------------------------------------------- | --------- |
| 2001年02月21日 | SOUL REBEL 2000                                                        | AICT-1298 |
| 2001年12月19日 | Music Is Mystic                                                        | KSCL-423  |
| 2002年12月04日 | Di VIBES ～Japanese Reggae Selection 2002～                            | KSCL-501  |
| 2003年12月03日 | Di VIBES 2003 ～Japanese Reggae Selection 2003～                       | KSCL-632  |
| 2004年12月15日 | Di VIBES ～JAPANESE REGGAE SELECTION 2004～                            | KSCL-758  |
| 2005年12月14日 | Di VIBES ～Japanese Reggae Selection 2005～                            | KSCL-932  |
| 2006年10月04日 | I Say Yeah! (シングル)                                                 | KSCL-1042 |
| 2007年02月21日 | I Say Yeah! NeOSITE 10th Anniversary Party@SHIBUYA AX 2006/10/27 (DVD) | KSBL-5828 |
| 2007年06月13日 | remistura/Rmixed and Compile by Liga Oriente                           | KSCL-1144 |
| 2007年11月28日 | Di VIBES ～Japanese Raggae Selection 2007～                            | KSCL-1194 |
| 2008年08月20日 | JACKSON LOVERS                                                         | KSCP-932  |
| 2009年03月18日 | LOVE THIS MUZIK                                                        | KSCL-1375 |
| 2009年09月23日 | My Town Top Rankin ～Pushim's Favorite Reggae Classics～               | KSCL-1477 |
| 2009年12月23日 | Di VIBES ～Japanese Reggae Selection 2009～                            | KSCL-1478 |
| 2010年06月23日 | Michael Lovers                                                         | KSCP-934  |
| 2010年06月23日 | VOICES FROM JAMAICA ～Sing PUSHIM's Classics～                         | KSCL-1509 |
| 2010年12月29日 | Di VIBES ～Japanese Reggae Selection 2010～                            | KSCL-1694 |